# Halocynthia aurantium
Halocynthia aurantium is een zakpijpensoort uit de familie van de Pyuridae. De wetenschappelijke naam van de soort is voor het eerst geldig gepubliceerd in 1787 door Pallas.